# Software commerciale
Il software commerciale è una tipologia di software realizzato allo scopo di trarne un profitto o che è adatto a scopi commerciali.

## Etimologia e distinzioni
Questa tipologia di software ha subito diverse interpretazioni eronee. Ad esempio, spesso si considera il software libero come non-commerciale e di conseguenza il software commerciale come non-libero.
In realtà il software sotto una licenza di software libero è sempre adatto a scopi commerciali, in un concetto riassumibile con libertà 0 o libertà d'uso per qualsiasi scopo.
Questo fraintendimento può avvenire in lingua inglese, in cui il termine free può significare sia gratuito (gratis) che libero (freedom) portando a conclusioni fuorvianti a seconda del contesto, soprattutto per le sostanziali differenze fra il software freeware (gratuito) e il free software (libero). Un'altra causa è la connotazione dispregiativa che può assumere il termine commerciale in certi contesti (es. prodotto commerciale, musica commerciale, ecc).
Tutti i programmi rilasciati sotto licenza MIT, Apache 2.0, GNU GPL ecc. sono utilizzabili anche per scopi commerciali così come lo sono tutti i file multimediali coperti da una licenza di contenuto libero, come la CC0, CC BY-SA, GNU FDL ecc.
Al contrario alcune licenze escludono espressamente la possibilità di trarre un profitto da un'opera. È il caso della licenza CC BY-NC (Creative Commons Attribuzione - Non commerciale).

## Contesto storico
La programmazione è un investimento di tempo e lavoro comparabile alla creazione più generica di un bene. Tuttavia la riproduzione, la duplicazione e la condivisione di un bene digitale è una questione infinitamente più semplice rispetto alla duplicazione di un singolo bene materiale. Una volta che un software è realizzato può essere successivamente copiato un numero infinito di volte, da chiunque, con costi approssimabili allo zero. Negli albori della storia dell'informatica ciò ha reso meno praticabile la commercializzazione di un software sul mercato di massa, differentemente dall'hardware. La commercializzazione di un software avveniva per lo più indirettamente attraverso prodotti bundling. Era infatti consuetudine vendere un computer con un sistema operativo pre-installato, invece che vendere solo il software. Uno dei primi mercati sotto questo aspetto fu quello delle console per videogiochi, a partire dalla Magnavox Odyssey del 1972 e di videogiochi arcade come Pong.
Con la nascita delle prime software house nacquero anche le prime tecniche per scoraggiare lo studio o la condivisione e replicazione di un prodotto digitale. Nel corso della storia vi furono anche casi eclatanti di difesa dei propri interessi commerciali sul software, come quando nel 2004 la Microsoft ottenne il brevetto negli Stati Uniti d'America per il concetto di doppio clic. Anche nell'ambito della commercializzazione dei file multimediali si iniziò, oltre che vietare, anche ad ostacolare la duplicazione del software.
I cambiamenti dell'industria fra il 1970 e 1980 portarono il software a divenire un bene commerciale per definizione. Nel 1969 IBM, sotto inchiesta antitrust, fu una delle prime industrie a separare la vendita di hardware e software, iniziando ad interrompere il rilascio del codice sorgente e vendendo l'eseguibile binario separatamente dai mainframe. Nel 1983 un contenzioso fra Apple e un'altra società ne conseguì che un eseguibile binario potesse essere legalmente protetto da copyright quando precedentemente lo poteva essere solo il codice sorgente. L'aumento della disponibilità di milioni di computer basati sotto uno stesso microprocessore creò un mercato compatibile alla commercializzazione di software sotto forma di eseguibili binari, diventando quotidianità.

## Modelli di commercializzazione del software

### Software proprietario
Un'idea comune nel proprio modello di business è che il software inteso come bene digitale possa essere commercializzato con particolare successo sotto forma di bene proprietario, ovvero se si riesce con successo a proibire e inibire la copia e la condivisione di tale prodotto, vietando la cosiddetta "pirateria". Il controllo può essere ottenuto con accordi di non divulgazione e licenze EULA, applicando il segreto industriale insieme al (relativamente nuovo) concetto di "proprietà intellettuale", ecc. per avvantaggiarsi del diritto esclusivo di distribuzione e commercializzazione. I meccanismi tecnici con cui si può tentare di scoraggiare gli utilizzi non autorizzati sono diversi, fra cui la protezione dalla copia dai supporti di memoria (floppy disk, CD-ROM, ecc.) ed il DRM, inteso come digital rights management o come digital restriction management a seconda del punto di vista.
Quando il software è diffuso solo in forma binaria si ha un controllo esclusivo sugli aggiornamenti e le versioni derivate, dato che l'ingegneria inversa può tentare di ricostruire il codice sorgente a partire dal comportamento del suo eseguibile ma richiede sviluppo e adattamento complessi.
Questo modello di business è anche chiamato "modello ricerca e sviluppo" o "proprietary software business model" fu descritto nel 2001 da Craig Mundie della Microsoft come modello basato sullo sfruttamento della proprietà intellettuale.

### Software libero
A differenza del modello proprietario, la commercializzazione di un software libero può avvenire incoraggiando la modifica, lo studio e la condivisione del prodotto. Questo modello è incoraggiato dalla Free Software Foundation ed è lo scopo stesso dell'Open Source Initiative.
Sotto un modello di business di questo tipo gli autori di un software potrebbero richiedere un compenso per offrire assistenza nella personalizzazione dei servizi. Si può essere assunti come programmatori per migliorare lo stato del progetto sotto certi aspetti o come sistemisti per aiutare nell'installazione e nella manutenzione su scala desiderata.
In generale, per tutelare il programmatore, gli utilizzatori di un software libero non hanno alcuna garanzia sull'utilizzo. Ad esempio il testo della licenza MIT è quasi interamente dedicata allo scarico di responsabilità. Questo può permettere un modello di business sotto licenza multipla, ad esempio in cui solo tramite un ulteriore accordo si assume un incarico di responsabilità dietro compenso.